# Kobylnica (Poméranie)
Kobylnica est un village du powiat de Słupsk en Pologne. Il est le siège de la gmina du même nom. Il compte environ 2 900 habitants (4 000 pour la gmina).

## Histoire
Kobylnica, autrefois orthographiée en allemand : Cobelniz, Cubbelitze, Cubbelnitz, Cubbelnie, Cublitz et Kublitz, est à l'origine un village du duché de Poméranie. En 1315, le margrave Valdemar de Brandebourg confirme sa possession comme fief à Kasimir, de la famille Swienca (en).
L'église paroissiale, construite en 1555, dépend à l'origine du couvent des Sœurs dominicaines de Słupsk. Le village est plus tard concédé à Erdmuthe de Brandebourg (1561-1623), épouse du duc Jean-Frédéric de Poméranie, qui, devenue veuve en 1600, finit sa vie au château de Słupsk. Elle obtient en 1612 l'érection de Kublitz en une paroisse de l'Église luthérienne détachée de celle de Słupsk. Kublitz appartient ensuite à la famille Puttkamer de Łosino (aujourd'hui un village de la gmina de Kobylnica) et Krępa Słupska (gmina de Słupsk). Les villages de Kublitz et Adlig Kublitz partagent la même école.
De 1648 à 1945, Kublitz fait partie de l'arrondissement de Stolp dans le district de Köslin au sein de la province de Poméranie.
En 1931, Kublitz compte 1 237 habitants pour 84 exploitations agricoles. Jusqu'en 1945, elle dépend administrativement de Łosino et Słupsk. Pendant la Seconde Guerre mondiale, elle est prise par l'Armée rouge le 8 mars 1945. La région est alors rattachée à la Pologne et la population allemande, expulsée par les Décrets Bierut de 1945-1946 : on estime que 790 habitants de Kublitz se sont réinstallés en Allemagne de l'Ouest et 173 en Allemagne de l'Est.
Le village, rebaptisé Kobylnica, est repeuplé par des habitants polonais et devient le siège d'une gmina. L'église luthérienne est transférée au culte catholique sous le vocable de Najświętszego Serca Pana Jezusa et érigée en paroisse catholique en 1951.
Kobylnica est jumelée notamment avec la commune de Durbuy en Belgique.